# Supercopa Melanesia
La Supercopa Melanesia fue un torneo de fútbol disputado entre clubes de Islas Salomón y Vanuatu. La primera edición se jugó en 2014 en Vanuatu.
La segunda edición se jugó en 2015 nuevamente en Vanuatu y fue la última edición del torneo.

## Palmarés
- 2014: Solomon Warriors
- 2015: Solomon Warriors

## Títulos por equipo
| Equipos          | Ganados | Perdidos |
| ---------------- | ------- | -------- |
| Solomon Warriors | 2       | 0        |
| Tafea FC         | 0       | 1        |
| Amicale FC       | 0       | 1        |

## Títulos por país
| Equipos       | Ganados | Perdidos |
| ------------- | ------- | -------- |
| Islas Salomón | 2       | 0        |
| Vanuatu       | 0       | 2        |